# 수어사이드 스쿼드
수어사이드 스쿼드(Suicide Squad)는 DC코믹스가 발행하는 만화의 제목 및 가상의 팀 이름이다. 2016년 8월 3일 동명의 실사 영화로 공개되었다.